# Неоаттическая школа

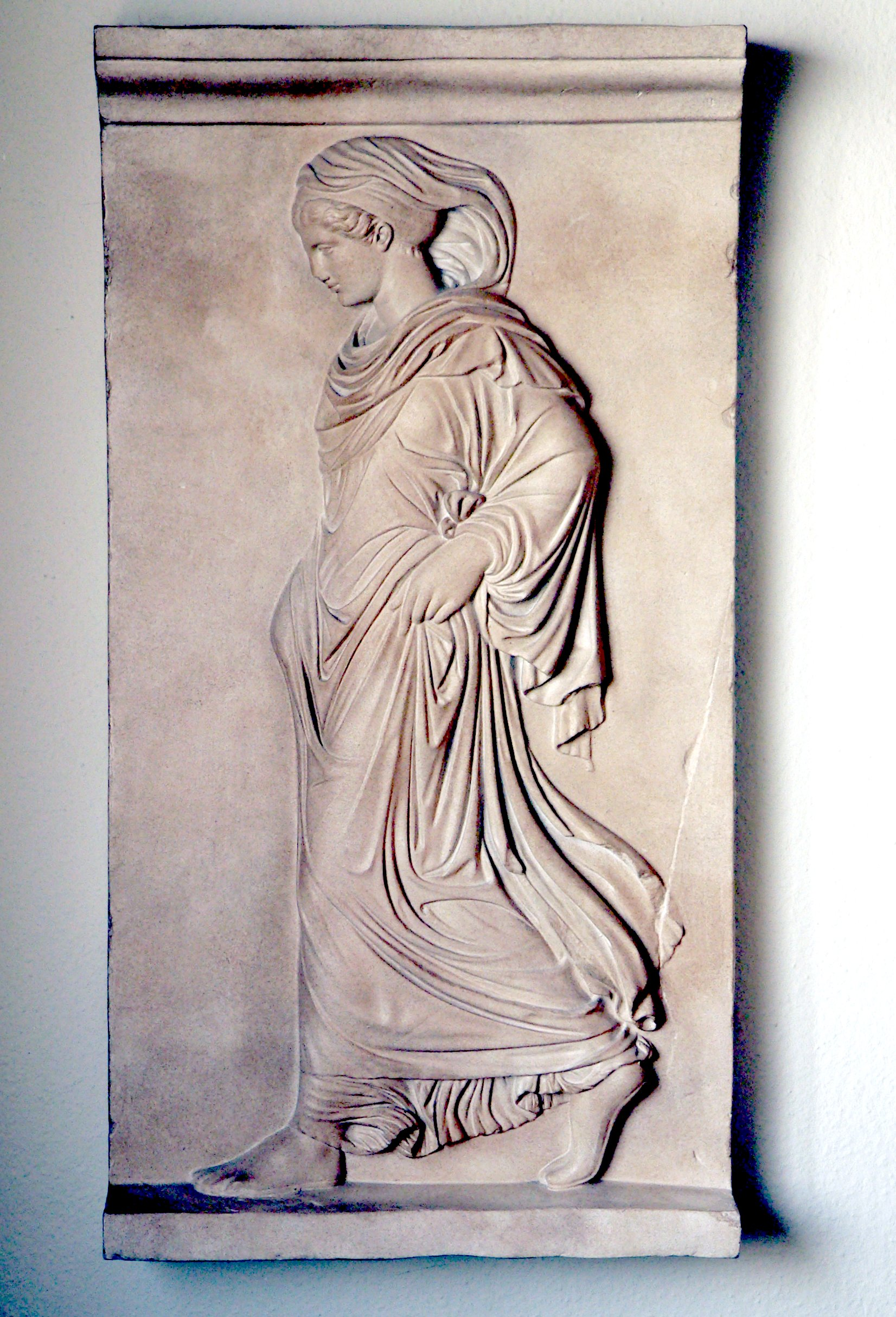
Неоаттический барельеф, именуемый «Градива»

Неоаттическая школа (др.-греч. νεο — новый, др.-греч. αττιχος — аттический) — условное обобщающее название произведений искусства греческих мастеров, работавших на территории Италии в период эллинизма и позднее, в середине II в. до н. э. — середине II в. н. э. До этого, в классический век искусства Древней Греции середины и второй половины V в. до н. э., работа лучших греческих скульпторов и вазописцев была сосредоточена в Аттике (юго-восточной области Центральной Греции), отсюда название.
Чаще всего понятием «неоаттическая школа» охватывают произведения вазописи, искусства рельефа, но более всего мраморных статуй, повторяющих знаменитые бронзовые оригиналы периода древнегреческой классики. Уровень мастерства и авторитет греческих скульпторов был очень высок. В период эллинизма, с ростом городов и увеличением количества богатых меценатов и коллекционеров, увеличился спрос на произведения искусства для оформления атриумов, перистилей дворцов, садов и загородных вилл. Образованные римляне таким способом стремились продемонстрировать собственную культуру. Так возникло течение филэллинства.
Вначале производство таких реплик было сосредоточено в Аттике, в Афинах, но постепенно оно вышло за границы Греции, а после завоевания Греции Римом и падения Коринфа в 146 г. до н. э. значительная часть мастеров перебралась в Италию. Поэтому многие историки искусства склонны рассматривать работу неоаттических мастеров не в качестве школы (подразумевающей территориальную определённость), а как одно из течений эллинистического и римского искусства.
Древнегреческих оригиналов, захваченных в качестве военных трофеев, не хватало, к тому же многие знаменитые статуи не сохранились и были известны по разноречивым поэтическим описаниям и изображениям на монетах. Это стимулировало фантазию неоаттических и римских скульпторов. Большинство знаменитых античных статуй было найдено именно на территории Италии во время археологических раскопок в XVI—XVIII веках, но это не копии, а именно реплики оригиналов предыдущих эпох. В Древней Греции статуи богов и героев отливали из бронзы и только в позднейший, эллинистический период их стали делать из мрамора. Поэтому в «повторениях повторений» неоаттических мастеров появлялись различные мраморные подпорки, замаскированные под «пеньки», «кустики», разного рода атрибуты, которые отсутствовали в оригиналах, о чём красноречиво писал Винкельман. Они не нужны в бронзе, но необходимы в скульптуре из хрупкого мрамора.
Многие неоаттические статуи представляют собой обобщённые типы. Например, знаменитая статуя Афродиты Книдской работы Праксителя, повторенная многократно под именем «Венеры Капитолийской», «Венеры Италийской», «Венеры Медичейской», «Венеры Эсквилинской», «Венеры Таврической» и многих других, становится только темой с вариациями. Все статуи различаются в деталях, разнятся по качеству и стилю. Поэтому установить степень сходства с оригиналом в большинстве случаев затруднительно.
Аполлон Бельведерский, ставший одним из символов античного искусства, — всего лишь реплика бронзового оригинала работы древнегреческого скульптора Леохара (около 330 г. до н. э.). Она имеет отдалённое отношение к стилю древнегреческой классики из-за манерности и холодности исполнения, хотя качество обработки мрамора остаётся на высоте. Не случайно по поводу датировки этого неоаттического повторения мнения специалистов, как и во многих иных подобных случаях, существенно расходятся. Столь же знаменитый Бельведерский торс, возможно, является произведением скульптора неоаттической школы. Его атрибуция также затруднена.
Можно даже сказать, что история античного искусства, прежде всего скульптуры, начиная с Винкельмана и до наших дней представляет собой историю гипотетических реконструкций оригиналов по повторениям мастеров неоаттической и римской школ. Некоторые произведения представляют собой искусственно составленные группы из разномасштабных фигур. Их позднейшее происхождение выдаёт дробность силуэта и несогласованность деталей. П. П. Муратов писал о произведениях скульптуры неоаттической школы, что им присуща «особая намеренность и очень заметная нервность», однако невозможно получить правильное представление о Риме без этих произведений, «украшавших дома римских патрициев и сделанных руками греков».
Другая важная черта скульптуры неоаттической школы — намеренная архаизация, искусственная стилизация под архаику, которая была в моде у образованных римлян. Особенно часто повторяли культовые рельефы архаического периода VII—VI веков до н. э. В таких стилизациях утрачивалось древнее религиозное значение образов и усиливались декоративные черты: графичность в изображении складок одежд, манерность движений фигур, линеарный ритм… «Такие фигуры легко включались в стенные росписи и рельефные декоративные панно, украшавшие римские виллы».
К неоаттической школе относят часть италийской вазописи, также выполненной греческими либо италийскими мастерами на территории древнеримского государства. В XIX веке такие вазы неверно именовали «этрусскими», но на самом деле к культуре этрусков эти поздние произведения не могут иметь никакого отношения. Помимо Италии центрами неоаттического искусства стали также Пергам в Малой Азии и Александрия Египетская. Столетия спустя художники итальянского Возрождения, а позднее теоретики классицизма и неоклассицизма, не имея возможности изучать классическое искусство Древней Греции в самой Аттике, вдохновлялись в основном произведениями, найденными на территории Италии: изображениями на вазах и монетах, статуями и рельефами неоаттической и римской школ.